# Kapitan Andreevo
Kapitan Andreëvo (Bulgaars: Капитан Андреево) is een dorp in Bulgarije. Het dorp is gelegen in de gemeente Svilengrad, oblast Chaskovo. Het dorp ligt in de buurt van het drielandenpunt Bulgarije-Griekenland-Turkije, een van de belangrijkste grensdoorlaatposten in Europa. De tegenhanger aan Turkse zijde is Kapıkule. Het dorp ligt ook in de buurt van de E80, hemelsbreed ongeveer 67 km ten oosten van de provinciehoofdstad Chaskovo en 269 km ten zuidoosten van Sofia.

## Etymologie
Tijdens de Ottomaanse periode heette deze plaats Virantekke (Bulgaars: Виран теке). In 1934 werd de naam omgedoopt tot Kapitan Andreevo, ter ere van Nicola Andreëvo (1876-1912), een Bulgaarse officier die stierf tijdens de Eerste Balkanoorlog.

## Bevolking
In de eerste volkstelling van 1934 telde het dorp 1.355 inwoners. Dit aantal groeide tot een officiële maximum van 1.679 personen in 1946. Sindsdien neemt het inwonersaantal langzaam maar geleidelijk af. Op 31 december 2020 telde het dorp 737 inwoners. Dit waren 109 mensen (-12,9%) minder dan 846 inwoners bij de officiële census van februari 2011. De gemiddelde jaarlijkse groei in die periode komt daarmee uit op -1,4%, hetgeen lager is dan het landelijk jaarlijks gemiddelde over deze periode (-0,63%). 
In het dorp wonen nagenoeg uitsluitend etnische Bulgaren. Van de 846 inwoners in 2011 reageerden er 796 op de optionele volkstelling. Van deze 796 ondervraagden identificeerden 788 personen zichzelf als etnische Bulgaren (99,0%), terwijl 4 personen zichzelf als Bulgaarse Turken identificeerden (0,5%). Van de overige ondervraagden is de etnische achtergrond onbekend.
| Etnische samenstelling van de respondenten (2011) | Etnische samenstelling van de respondenten (2011) | Etnische samenstelling van de respondenten (2011) | Etnische samenstelling van de respondenten (2011) | Etnische samenstelling van de respondenten (2011) |
| ------------------------------------------------- | ------------------------------------------------- | ------------------------------------------------- | ------------------------------------------------- | ------------------------------------------------- |
|                                                   |                                                   |                                                   |                                                   |                                                   |
| Bulgaren                                          | Bulgaren                                          |                                                   | 99,0%                                             | 99,0%                                             |
| Turken                                            | Turken                                            |                                                   | 0,5%                                              | 0,5%                                              |
| Roma                                              | Roma                                              |                                                   | 0,0%                                              | 0,0%                                              |
| Anders/Onbekend                                   | Anders/Onbekend                                   |                                                   | 0,5%                                              | 0,5%                                              |

Van de 846 inwoners in februari 2011 werden geregistreerd, waren er 99 jonger dan 15 jaar oud (11,7%), 519 inwoners waren tussen de 15-64 jaar oud (61,3%) en 228 personen waren 65 jaar of ouder (27%).